# Ronen Bergman
Pour les articles homonymes, voir Bergman.
Ronen Bergman (hébreu : רונן ברגמן), né en 1972 à Tel-Aviv, est un journaliste d'enquête et écrivain israélien. Il est analyste senior en politique et dans le domaine militaire pour le périodique Yediot Aharonot, le quotidien au plus grand tirage en Israël. Depuis mars 2018, il est reporter au Moyen-Orient pour le New York Times.
Il est considéré en Israël et aux Etats-Unis comme un spécialiste du renseignement, de la sécurité, du terrorisme et du Moyen-Orient.
Durant sa carrière, Ronen Bergman a révélé un certain nombre d'affaires dont des échecs à l'Institut de médecine légale, les liens de Nahum Manbar avec l'industrie de l'armement iranienne, le compte bancaire secret de Yasser Arafat, le vaccin contre la variole préparé pour la guerre du Golfe et les liens de Teddy Kollek avec les services de renseignement britanniques.
Un des sujets traité pendant plusieurs années par Ronen Bergman fut la crédibilité de la source égyptienne qui avait fourni au chef du Mossad, Zvi Zamir, des éléments sur les préparatifs arabes pour la guerre de Yom Kippour. Ronen Bergman lui avait attribué le pseudonyme « Babylone ». À la suite des révélations de Bergman et d'autres journalistes, il a été établi qu'il s'agissait d'Ashraf Marwan. Ronen Bergman a affirmé, comme (en) Eli Zeira, le chef des forces armées à l'époque, que Marwan était un agent double.
Bergman a remporté des prix et des distinctions dans le domaine du journalisme, notamment le B'nai B'rith International Press Award. En 2017, il a obtenu le prix Sokolow dans la catégorie presse écrite pour ses prises de position journalistiques importantes et courageuses. La même année, il a reçu le prix Paul Harris décerné par le Rotary Club.

## Biographie
Ronen Bergman est né le 16 juin 1972 à Tel Aviv-Jaffa et a grandi à Kiryat-Bialik, ville située au nord d'Israël. Il est le plus jeune d'une fratrie de trois enfants. Ses parents sont nés en Pologne, ce sont des survivants de l'Holocauste. Sa mère Miriam est arrivée en Israël en 1949, elle était enseignante et son père Shmuel comptable. Miriam Bergman est décédée en 1993.
Il a passé ses années de lycée à l'ORT Kiryat Bialik. Adolescent, il a été jeune reporter dans le programme de télévision pour jeunes Huitièmes en l'air et dans le journal local Kalbo à Haïfa.
En 1990, il s'est rendu aux États-Unis avec une délégation de jeunes Israéliens et a publié ses réflexions dans la revue (en) « World Politics ». L'article a été utilisé par le Ministère de l'Éducation lors de l'examen d'immatriculation dans Hebrew Essay en 1995. Considérant que le ministère de l'Education avait violé ses droits d'auteurs, Ronen Bergman lui intente un procès s en 1998, et a finalement obtenu gain de cause (Affaire n °12595/98).
Ronen Bergman a effectué son service militaire dans l'unité de renseignement de la Police militaire de Tsahal.
Il est diplômé de l'Université de Haïfa en droit et a été certifié en tant qu'avocat. Il est également titulaire d’une maîtrise en relations internationales. En 2007, il a obtenu un doctorat d'histoire de l’Université de Cambridge au Royaume-Uni ; sa thèse portait sur les relations entre Israël et l'Afrique dans les domaines de la sécurité et du renseignement.
Ronen Bergman a écrit pour l'hebdomadaire Ha'olam Hazeh, dans les journaux locaux du réseau (en) Schocken Books et pour le journal Haaretz. Depuis 2000, il écrit pour le supplément 7 Days de Yedioth Ahronoth. Il est membre du comité de rédaction du journal dans lequel des articles et des recherches sont publiés.
En 2005, il commence à réaliser l'émission New Evening à la télévision éducative, aux côtés de Dan Margalit, Tali Lipkin Shachak et Mia Bengal.
En novembre 2013, Bergman a intenté une action en justice contre l'auteur Michael Bar-Zohar et le journaliste Nissim Mishal pour violation de ses droits d'auteur. Selon lui, ils auraient copié de nombreux extraits de ses œuvres dans leur livre Mossad, les grandes opérations.
Le 17 février 2018, sa rencontre avec le Premier ministre polonais Mateusz Morawiecki, lors de la Conférence de Munich sur le droit polonais, provoque une attaque antisémite à son égard, qui aurait pu être menée par le gouvernement polonais,.
Depuis 2018, Bergman est régulièrement invité sur le plateau de l'émission d'information Friday Night News d'Ayala Hasson-Nesher, diffusée sur Channel Ten.
Le 27 mars 2018, Bergman a annoncé qu'il avait rejoint le New York Times en tant qu'éditeur. Bergman a été nommé reporter au Moyen-Orient, il est aussi le reporter pour le supplément hebdomadaire, le NYT Magazine.
Dans son dernier ouvrage aux allures de thriller politique à grand succès, Lève-toi et tue le premier, il fait le récit exhaustif des « opérations spéciales » de son pays.

## Vie privée
Entre 2009 et 2010, Ronen Bergman a une relation avec la chanteuse israélienne Rita Yahan-Farouz.

## Œuvres
- Authority Granted, 2002
- Moment of Truth, 2003
- Point Of No Return, 2007
- The Secret War With Iran, Simon & Shuster, 2008
- By Any Means Necessary, 2009
- Ha-Bor avec Dan Margalit, 2011
- Marcel Rosenbach et Holger Stark, State Enemy WikiLeaks, 2011
Ronen Bergman a rédigé quelques chapitres pour l'édition en hébreu de l'ouvrage.
- Operation Red Falcon, 2015[9]
Sur un espion israélien surnommé « Red Falcon » travaillant au haut conseil militaire syrien qui a failli provoquer une guerre entre Israël et la Syrie[9].
- Rise and Kill First: The Secret History of Israel's Targeted Assassinations, Penguin Random House, 2018[10]. Cet ouvrage très documenté se penche sur le programme d'assassinats des services secrets d'Israël[11]. Selon Bergman, Israël aurait organisé 2 700 assassinats ciblés en 70 ans d'existence[12]. Traduction française : Ronen Bergman (trad. Johan-Frédérik Hel Guedj), Lève-toi et tue le premier. L'histoire secrète des assassinats ciblés commandités par Israël, Grasset, 2020 (EAN 9782246821397, présentation en ligne).
(fr) « Lève-toi et tue le premier », entrevue avec Bergman animée par Dov Alfon, écrivain et journaliste à Haaretz, Youtube.com, 12 février 2020